# Partit Republicà del Poble
El Partit República del Poble (en turc: Cumhuriyet Halk Partisi o CHP) és un partit polític de Turquia, el més vell del país. Fou establert per Atatürk a Ankara el 9 de setembre de 1923 com a Partit del Poble i va adoptar el seu nom actual el 10 de novembre de 1924. Algunes escissions (Partit Republicà Progressista i Partit Liberal de Turquia) van ser prohibides poc després de sorgir. Fou partit únic del 1923 al 1946. És considerat socialdemòcrata. Està associat al Partit Socialista Europeu i és membre de la Internacional Socialista.

## Història
Fou prohibit després del cop d'estat del 1980 i substituït el 1984 pel Partit Democràtic de l'Esquerra, però restablert amb el seu nom oficial el 9 de setembre de 1992. El Partit Democràtic de l'Esquerra que va subsistir és normalment aliat del CHP. A les eleccions del 2007 només va obtenir el 20,8% dels vots, amb la seva força a Tràcia i a la costa de la mar Egea; això li va permetre elegir 112 diputats (el 2002 van ser 178). Personalitat destacada fou Bülent Ecevit, quatre cops Primer Ministre des del 1973.
Després de la dimissió de Deniz Baykal com a líder del partit en 2010, Kemal Kılıçdaroğlu va anunciar la seva candidatura i va ser triat per unanimitat i sense oposició com a líder del CHP. Després del domini solid del Partit de la Justícia i el Desenvolupament durant dues dècades, en les eleccions municipals de 2019 el Partit Republicà del Poble va aconseguir les alcaldies d'Istanbul i Ankara, i a les eleccions municipals de 2024 va guanyar el vot popular per primer cop des de 1977.

## Resultats electorals

### Eleccions generals
| Gran Assemblea Nacional de Turquia                                     |                    |             |             |             |               |               |               |                   |
| Any                                                                    | Líder              | Vot popular | Vot popular | Vot popular | Representació | Representació | Representació | Govern            |
| Any                                                                    | Líder              | Vots        | %           | Pos.        | Escons        | +/–           | Pos.          | Govern            |
| 1927                                                                   | Mustafa Atatürk    |             |             | = 1r        | 335 / 335     | =             | = 1r          | Majoria           |
| 1931                                                                   | Mustafa Atatürk    | = 1r        | 287 / 317   | 48          | = 1r          | Majoria       |               |                   |
| 1935                                                                   | Mustafa Atatürk    | = 1r        | 401 / 428   | 114         | = 1r          | Majoria       |               |                   |
| 1939                                                                   | İsmet İnönü        | = 1r        | Sense dades | Sense dades | = 1r          | Majoria       |               |                   |
| 1943                                                                   | İsmet İnönü        | = 1r        | Sense dades | Sense dades | = 1r          | Majoria       |               |                   |
| 1946                                                                   | İsmet İnönü        | = 1r        | 397 / 503   | 73          | = 1r          | Majoria       |               |                   |
| 1950                                                                   | İsmet İnönü        | 3,176,561   | 39.45       | 2n          | 69 / 492      | 69            | 2n            | Oposició          |
| 1954                                                                   | İsmet İnönü        | 3,161,696   | 35.36       | = 2n        | 31 / 537      | 38            | = 2n          | Oposició          |
| 1957                                                                   | İsmet İnönü        | 3,753,136   | 41.09       | = 2n        | 178 / 602     | 147           | = 2n          | Oposició          |
| 1961                                                                   | İsmet İnönü        | 3,724,752   | 36.74       | 1r          | 173 / 450     | 5             | 1r            | Coalició          |
| 1965                                                                   | İsmet İnönü        | 2,675,785   | 28.75       | 2n          | 134 / 450     | 39            | 2n            | Oposició          |
| 1969                                                                   | İsmet İnönü        | 2,487,163   | 27.37       | = 2n        | 143 / 450     | 9             | = 2n          | Oposició          |
| 1973                                                                   | Bülent Ecevit      | 3,570,583   | 33.30       | 1r          | 185 / 450     | 42            | 1r            | Coalició          |
| 1977                                                                   | Bülent Ecevit      | 6,136,171   | 41.38       | = 1r        | 213 / 450     | 28            | = 1r          | Coalició          |
| Partit prohibit i perseguit després del Cop d'estat a Turquia de 1980. |                    |             |             |             |               |               |               |                   |
| 1995                                                                   | Deniz Baykal       | 3,011,076   | 10.71       | 5è          | 49 / 550      | 49            | 5è            | Oposició          |
| 1999                                                                   | Deniz Baykal       | 2,716,094   | 8.71        | 6è          | 0 / 550       | 8             | 6è            | Extraparlamentari |
| 2002                                                                   | Deniz Baykal       | 6,113,352   | 19.39       | 2n          | 178 / 550     | 178           | 2n            | Oposició          |
| 2007                                                                   | Deniz Baykal       | 7,317,808   | 20.88       | = 2n        | 112 / 550     | 66            | = 2n          | Oposició          |
| 2011                                                                   | Kemal Kılıçdaroğlu | 11,155,972  | 25.98       | = 2n        | 135 / 550     | 23            | = 2n          | Oposició          |
| 2015 (I)                                                               | Kemal Kılıçdaroğlu | 11,518,139  | 24.95       | = 2n        | 132 / 550     | 3             | = 2n          | Oposició          |
| 2015 (II)                                                              | Kemal Kılıçdaroğlu | 12,111,812  | 25.32       | = 2n        | 134 / 550     | 2             | = 2n          | Oposició          |
| 2018                                                                   | Kemal Kılıçdaroğlu | 11,348,899  | 22.64       | = 2n        | 146 / 600     | 12            | = 2n          | Oposició          |
| 2023                                                                   | Kemal Kılıçdaroğlu | 13,655,909  | 25.33       | = 2n        | 169 / 600     | 23            | = 2n          | Oposició          |

### Eleccions presidencials
| Any  | Candidat                      | 1a volta   | 1a volta    | 2a volta   | 2a volta    | Resultat |
| Any  | Candidat                      | Vots       | %           | Vots       | %           | Resultat |
| ---- | ----------------------------- | ---------- | ----------- | ---------- | ----------- | -------- |
| 2014 | Suport a Ekmeleddin İhsanoğlu | 15,587,720 | 38,44 / 100 |            |             | Derrota  |
| 2018 | Muharrem İnce                 | 15,340,321 | 30,64 / 100 | Derrota    |             |          |
| 2023 | Kemal Kılıçdaroğlu            | 24.595.178 | 44,88 / 100 | 25.504.724 | 47,82 / 100 | Derrota  |

## Líders
- Mustafa Kemal Atatürk (1923-1938)
- İsmet İnönü (1938-1972)
- Bülent Ecevit (1972-1980)
- Deniz Baykal (1992-1995)
- Hikmet Çetin (febrer a setembre de 1995)
- Deniz Baykal (1995-1999)
- Altan Öymen (1999-2000)
- Deniz Baykal (2000-2010)
- Kemal Kılıçdaroğlu (2010-2023)
- Özgür Özel (2023-actualitat)

## Altres polítics destacats
- Musa Kâzım Karabekir

## Galeria d'imatges

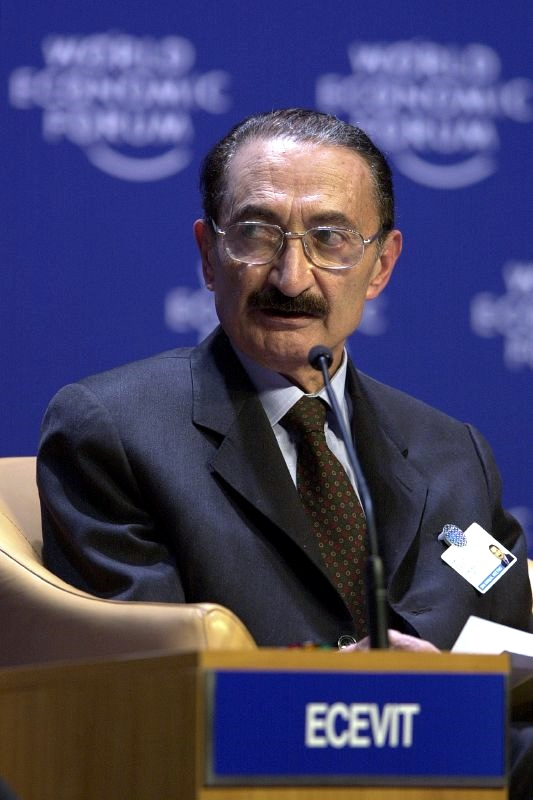
Bülent Ecevit
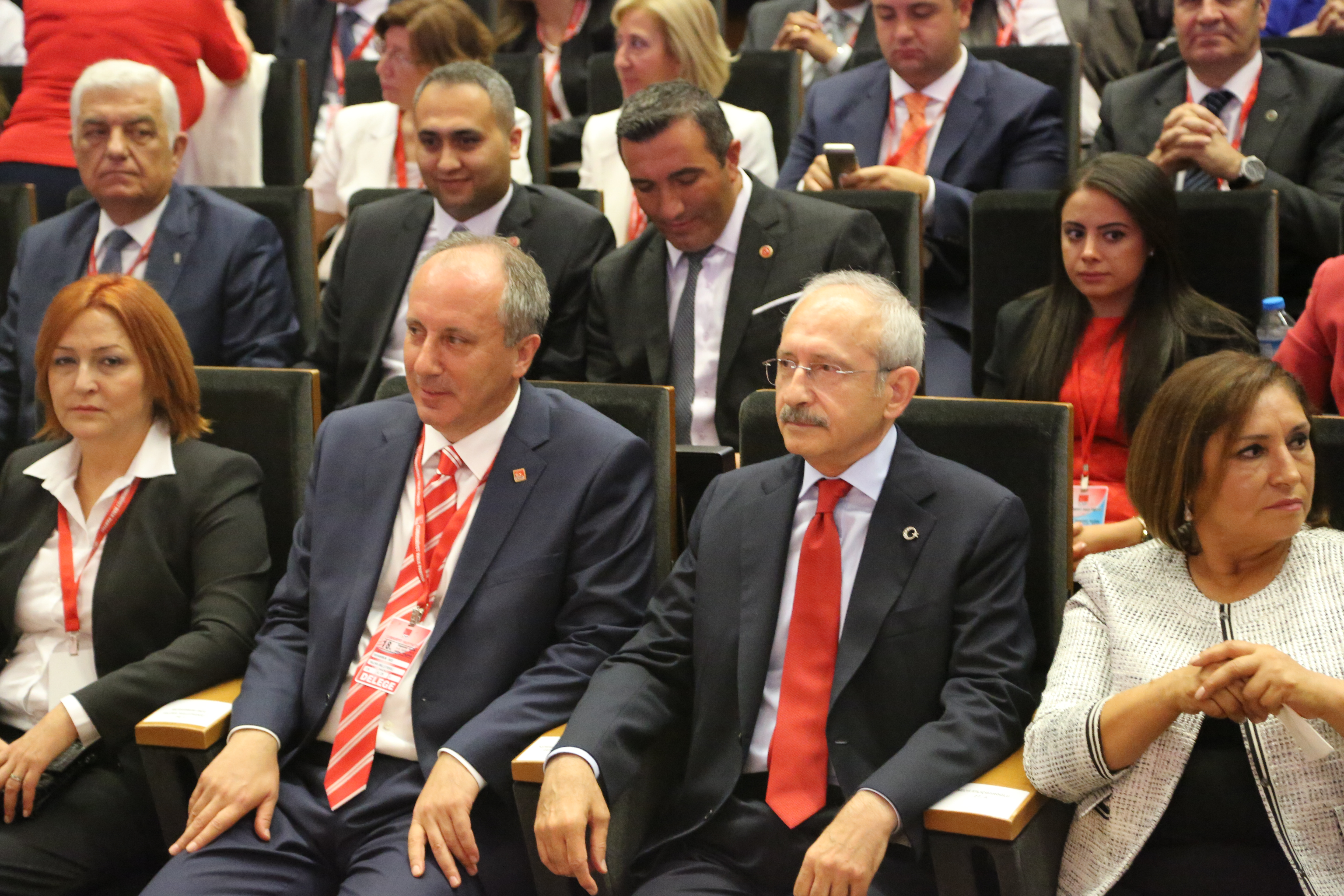
Kemal Kılıçdaroğlu